# Val-de-Cognac
Val-de-Cognac község Franciaország Új-Aquitania régiójában, Charente megyében. Új községként 2024. január 1-jén jött létre két korábbi község: Cherves-Richemont és Saint-Sulpice-de-Cognac egyesítésével. Lakosainak száma 3455 fő (2022. január 1.).

## Népesség
| 2021 | 3 468 |
| 2022 | 3 455 |